# Crataegus grandis
Crataegus grandis är en rosväxtart som beskrevs av William Willard Ashe. Crataegus grandis ingår i Hagtornssläktet som ingår i familjen rosväxter. Inga underarter finns listade i Catalogue of Life.